# Palmera (Valencia)
Palmera es un municipio de la Comunidad Valenciana, España. Perteneciente a la provincia de Valencia, en la comarca de la Safor.

## Geografía
Situado en el sureste de la provincia de Valencia, su relieve es totalmente llano, pues se asienta sobre la llanura aluvial pleistocénica que constituye la casi totalidad de la huerta de Gandía. Disfruta de un clima mediterráneo suave.
Desde Valencia se accede a esta localidad, por carretera, a través de la N-332.
Dos autobuses diarios conectan esta localidad con Oliva, Pego y Gandía.

### Localidades limítrofes
El término municipal de Palmera limita con las siguientes localidades:
Alquería de la Condesa, Bellreguart, Miramar y Piles, todas ellas de la provincia de Valencia.

## Historia
Con la expulsión de los moriscos debió quedar totalmente despoblada.
Durante el siglo XIX, tras superar la crisis de la seda y transformar su agricultura hacia el cultivo del naranjo, la población se duplicó hasta alcanzar los 458 habitantes en 1900. Su historia local carece de hechos relevantes y queda inmersa en el devenir histórico del ducado de Gandía, a cuyo señorío perteneció hasta las leyes desvinculadoras de las Cortes de Cádiz en 1814.
Fue una pedanía de Piles en 1510

## Demografía
Palmera cuenta con una población de 1028 habitantes (INE 2024).
| Gráfica de evolución demográfica de Palmera entre 1842 y 2021                                                       |
| |
| Población de derecho según los censos de población del INE Población de hecho según los censos de población del INE |

## Economía
Su riqueza descansa en la agricultura, toda ella regadío y especializada con carácter de monocultivo en la producción de agrios. Cuenta además con algunas cadenas de ganado vacuno. La propiedad está muy repartida, y sus parcelas acusan el típico minifundismo de las tierras valencianas.
Hasta los años 1990 el pueblo vivía casi exclusivamente del cultivo de la naranja. A principios del siglo XXI su desarrollo se basa en la creación de una zona de reposo para los habitantes y residentes de Gandía. Actualmente entre el polígono industrial y la nueva zona residencial doblan la superficie de lo que era el pueblo en los años 90.

## Símbolos
Escudo

Escudo según dibujo del informe oficial.

El escudo heráldico municipal fue aprobado el 1 de julio de 2003 y publicado en el Diario oficial de la Generalidad Valenciana el 4 de agosto del mismo año. Su descripción la siguiente:

Escudo cuadrilongo de punta redonda partido. Primero de plata, un árbol palmera de sable, terrazado de gules; segundo de oro, un ciervo de azur, surmontada la cabeza de una corona imperial. Al timbre, corona real abierta.

## Administración y política
| Periodo   | Nombre                | Partido        |
| --------- | --------------------- | -------------- |
| 1979-1983 | Jaume Lorente Femenía | UCD            |
| 1983-1987 | José Romero Femenía   | PSPV-PSOE      |
| 1987-1991 | José Romero Femenía   | PSPV-PSOE      |
| 1991-1995 | José Romero Femenía   | PSPV-PSOE      |
| 1995-1999 | José Romero Femenía   | EU             |
| 1999-2003 | Álvaro Català Muñoz   | BLOC           |
| 2003-2007 | Álvaro Català Muñoz   | BLOC           |
| 2007-2011 | Álvaro Català Muñoz   | BLOC           |
| 2011-2015 | Álvaro Català Muñoz   | BLOC-Compromís |
| 2015-2019 | Álvaro Català Muñoz   | Compromís      |
| 2019-2023 | Álvaro Català Muñoz   | Compromís      |
| 2023-act. | Álvaro Català Muñoz   | Compromís      |

## Patrimonio
- Iglesia parroquial. Está dedicada a la Purísima Concepción.

## Fiestas locales
- Fiestas Mayores. Celebra sus fiestas locales en junio.